# 沃卡莫鎮區 (北卡羅萊納州哥倫布縣)
沃卡莫鎮區（英語：Waccamaw Township）是位於美國北卡羅萊納州哥倫布縣的一個鎮區。

## 地方資料
沃卡莫鎮區的面積為97.90平方千米，皆為陸地。根據2020年美國人口普查的數據，當地共有人口2079人，而人口密度為每平方千米21.24人。